# Quint Tarquici
Quint Tarquici (en llatí: Quintus Tarquitius) va ser un magistrat romà del segle i aC. Formava part de la gens Tarquícia, una gens romana molt antiga d'origen patrici.
Es coneix el seu nom per unes monedes, associades a unes altres amb el nom de Luci Fabi. Se suposa que Tarquici i Fabi eren els qüestors de Gai Anni Lusc, procònsol enviat per Sul·la a Hispània per lluitar contra Sertori l'any 81 aC.